# John Ostrander

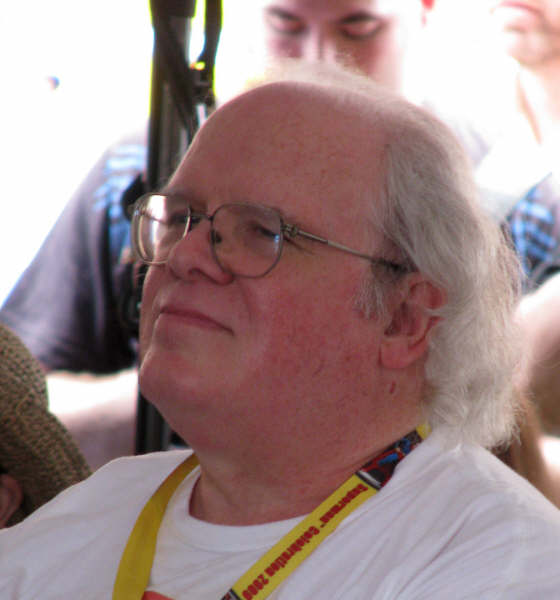
John Ostrander (2009)

John Ostrander (* 20. April 1949) ist ein US-amerikanischer Comicautor.

## Leben und Arbeit
Ostrander begann in den späten 1960er Jahren katholische Theologie zu studieren, nach eigenen Angaben in der Absicht einmal katholischer Priester zu werden. In den frühen 1970er Jahren begann er als Schauspieler für eine Theatergruppe in Chicago zu arbeiten. 1983 wechselte er schließlich als Autor in die Comicbranche.
Seine ersten Arbeiten lieferte er für die Reihe Sargon, Mistress of War ab, die in der Serie Warp beim Comicverlag First Comics erschien. Gemeinsam mit Timothy Truman schuf Ostrander die Figur GrimJack deren Abenteuer in der Serie Starslayer veröffentlicht wurden.
Mitte der 1980er Jahre ging Ostrander eine enge Beziehung mit dem Verlag DC-Comics ein, für den er in den 1980er und 1990er Jahren an Serien wie Firestorm, Justice League, Manhunter, Martian Manhunter, The Spectre, Suicide Squad und Wasteland arbeitete. Als Co-Autorin stand Ostrander dabei – bis zu ihrem Tod 1997 an Brustkrebs – häufig seine Ehefrau Kim Yale zur Seite. Andere Künstler, mit denen Ostrander häufig zusammenarbeitet, sind die Zeichner Tom Mandrake und Joe Staton.
Für den Verlag Marvel Comics arbeitete Ostrander an Serien wie Bishop, X-Men, Quicksilver, Heroes for Hire und Punisher. Für Eclipse Comics textete er die Serie Hotspur, für Chaos! Comics die Serie Lady Death, für Valiant Comics Magnus, Robot Fighter, Rai and the Future Force und Eternal Warrior und für Dark Horse Comics schrieb er an diversen Star-Wars-Serien.
Für Big Finish Productions schrieb Ostrander ein Audiodrama über den Abenteurer Doctor Who, während er für den Verlag Moonstone Books eine Prosageschichte über den Dschungelhelden The Phantom für einen Sammelband mit Kurzgeschichten verfasste.
Derzeit arbeitet Ostrander, erneut mit Tom Mandrake, an einer mehrteiligen Batman-Geschichte für DC.